# Десмет, Арман
Арман Десмет (нидерл. Armand Desmet;  23 января 1931, Варегем, провинция Западная Фландрия, Бельгия — 17 ноября 2012,  Варегем, провинция Западная Фландрия, Бельгия) — бельгийский профессиональный шоссейный велогонщик в 1955-1967 годах. 

## Достижения
1953
10-й Тур Австрии — Генеральная классификация
1958
1-й E3 Харелбеке
2-й Тур Бельгии — Генеральная классификация
3-й Париж — Брюссель
4-й Тур Фландрии
1959
1-й  Тур Бельгии — Генеральная классификация
4-й Флеш Валонь
5-й Гент — Вевельгем
1960
Вуэльта Испании
2-й — Генеральная классификация
 Лидер в Генеральной классификации после Этапов 10 — 15
1961
2-й Тур Бельгии — Генеральная классификация
1-й — Этап 1
2-й Week-end ardennais
3-й Льеж — Бастонь — Льеж
6-й Гент — Вевельгем
7-й Тур Германии — Генеральная классификация
8-й Париж — Ницца — Генеральная классификация
1-й — Этап 1
8-й Париж — Рубе
8-й Флеш Валонь
10-й Париж — Брюссель
1962
1-й Эшборн — Франкфурт
1-й — Этап 2b (КГ) Тур де Франс
1-й — Этап 4a (КГ) Тур Бельгии
3-й Гент — Вевельгем
4-й Париж — Ницца — Генеральная классификация
4-й Флеш Валонь
5-й Тур Бельгии — Генеральная классификация
8-й Флеш Валонь
Джиро д’Италия
10-й — Генеральная классификация
1-й — Этап 7
 Лидер в Генеральной классификации после Этапов 7 — 13
1963
2-й Три дня Западной Фландрии
2-й Париж – Люксембург
2-й Tour des onze villes
5-й Париж — Рубе
6-й Тур де Франс — Генеральная классификация
8-й Супер Престиж Перно
8-й Флеш Валонь
8-й Кюрне — Брюссель — Кюрне
9-й Эшборн — Франкфурт
1964
1-й — Этап 4а Вуэльта Испании
1965
3-й Натионале Слёйтингспрейс
8-й Эшборн — Франкфурт
1966
2-й Тур Люксембурга — Генеральная классификация
10-й E3 Харелбеке
1967
3-й E3 Харелбеке
3-й Тур Романдии — Генеральная классификация

## Статистика выступлений

### Гранд-туры
| Гранд-тур                 | 1958 | 1959 | 1960 | 1961 | 1962 | 1963 | 1964 | 1965 | 1966 |
| ------------------------- | ---- | ---- | ---- | ---- | ---- | ---- | ---- | ---- | ---- |
| Джиро д’Италия            | —    | —    | —    | НФ   | 10   | —    | —    | —    | —    |
| Тур де Франс              | 33   | 23   | 53   | —    | 16   | 5    | НФ   | НФ   | 27   |
| (c 2010 ) Вуэльта Испании | —    | —    | 2    | —    | —    | —    | НФ   | 25   | —    |

| —  | Не участвовал  |
| НФ | Не финишировал |